# Stevie Chalmers
Thomas Stephen Chalmers, detto Stevie (Glasgow, 26 dicembre 1936 – 29 aprile 2019), è stato un calciatore scozzese, di ruolo attaccante.

## Carriera

### Club
In carriera ha militato per tredici stagioni nel Celtic; con la maglia dei Bhoys ha vinto sei titoli nazionali, quattro coppe di Scozia, cinque Coppe di Lega ed una Coppa dei Campioni.
È ricordato per aver segnato il gol vincente nella finale di Coppa dei Campioni 1966-1967 vinta contro l'Inter, partita per la quale la squadra del Celtic fu soprannominata Lisbon Lions.
Chalmers è altresì il quarto cannoniere di sempre nella storia dei biancoverdi con 231 reti realizzate, dietro a McGrory, Lennox e Larsson.

### Nazionale
Ha debuttato in nazionale scozzese il 3 ottobre 1964, in una partita del Torneo Interbritannico persa 3-2 in casa del Galles. In questa occasione ha anche segnato il suo primo gol internazionale. L'ultima partita da lui giocata è datata 16 novembre 1966, vittoria per 2-1 ai danni dell'Irlanda del Nord, partita valida per la qualificazione al campionato d'Europa 1968.

## Palmarès
- Campionato scozzese: 6

Celtic: 1965-1966, 1966-1967, 1967-1968, 1968-1969, 1969-1970, 1970-1971
- Coppe di Scozia: 4

Celtic: 1965, 1967, 1969, 1971
- Coppe di Lega scozzesi: 5

Celtic: 1966, 1967, 1968, 1969, 1970
- Coppa dei Campioni: 1

Celtic: 1966-1967